# Distretto di Ihosy
Il distretto di Ihosy è un distretto del Madagascar situato nella regione di Ihorombe. Ha per capoluogo la città di Ihosy.
La popolazione del distretto è di 192 702 abitanti (censimento 2011).